# Aricia canariensis
Aricia canariensis är en fjärilsart som beskrevs av Blachier 1887. Aricia canariensis ingår i släktet Aricia och familjen juvelvingar. Inga underarter finns listade i Catalogue of Life.